# NGC 1662
NGC 1662 (другое обозначение — OCL 470) — рассеянное скопление в созвездии Ориона.
Этот объект входит в число перечисленных в оригинальной редакции «Нового общего каталога».
Самая голубая звезда скопления относится к спектральному классу A, что говорит о том, что все более горячие звёзды с более короткой продолжительностью жизни в NGC 1662 уже проэволюционировали. Возраст скопления составляет менее 400 миллионов лет.